# Villers-Faucon
Villers-Faucon és un municipi francès situat al departament del Somme i a la regió dels Alts de França. L'any 2007 tenia 661 habitants. Durant la Primera Guerra Mundial va ser completament destruït.

## Demografia

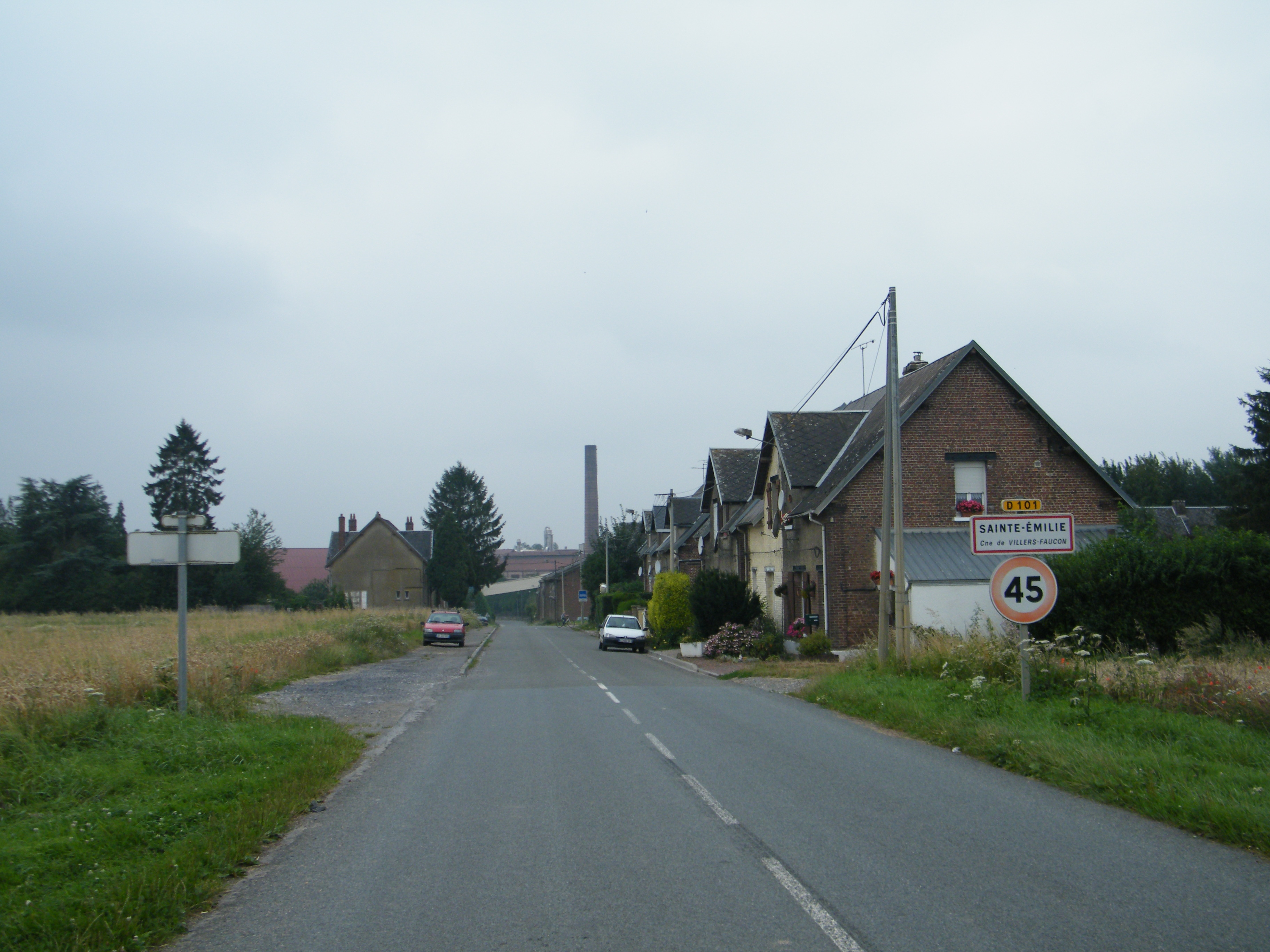

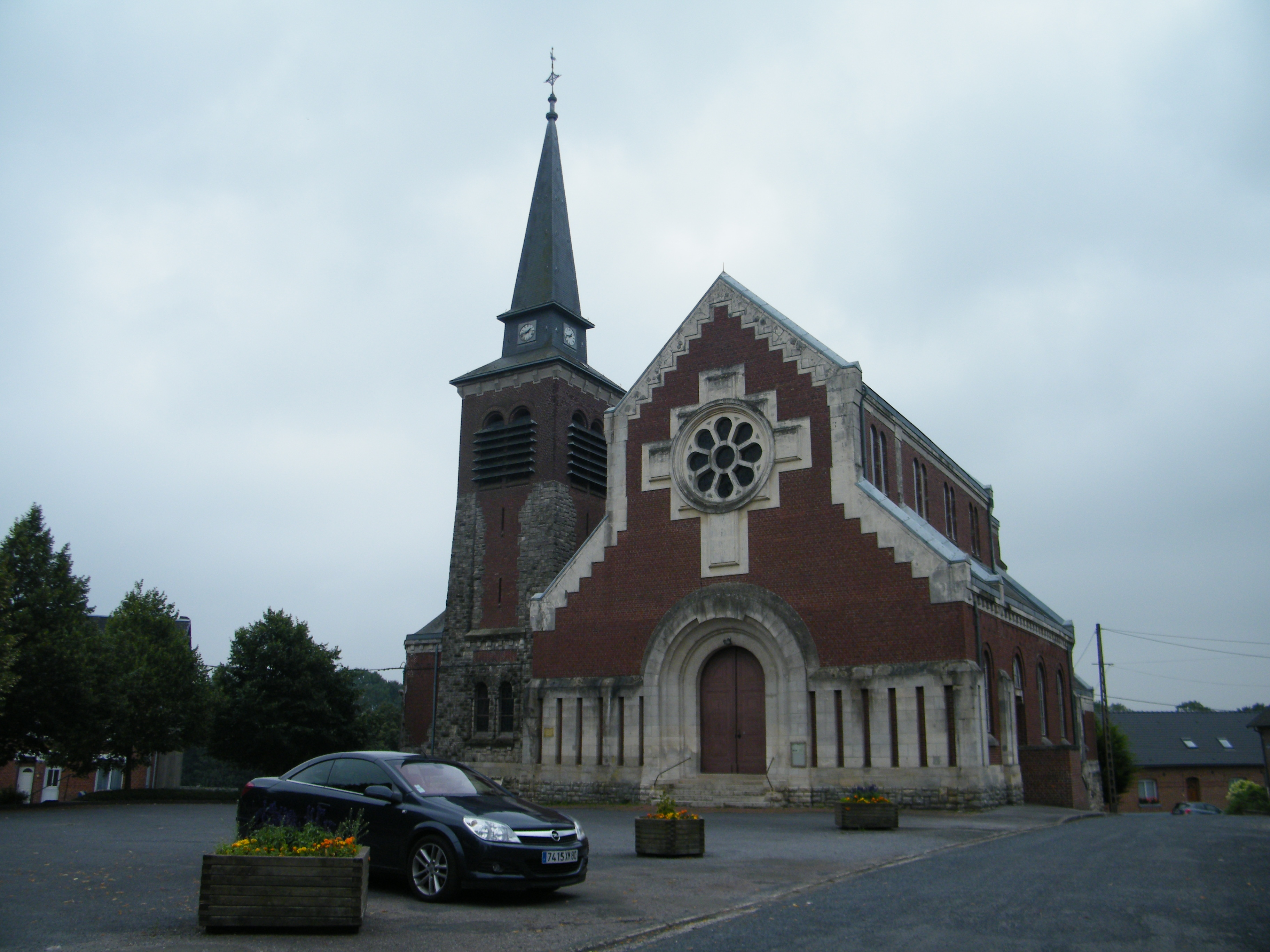

El 2007 tenia 661 habitants. Hi havia 243 famílies. Hi havia 303 habitatges, 259 habitatges principals, 16 segones residències i 28 desocupats. 299 eren cases i 4 eren apartaments. La població ha evolucionat segons el següent gràfic:

## Economia

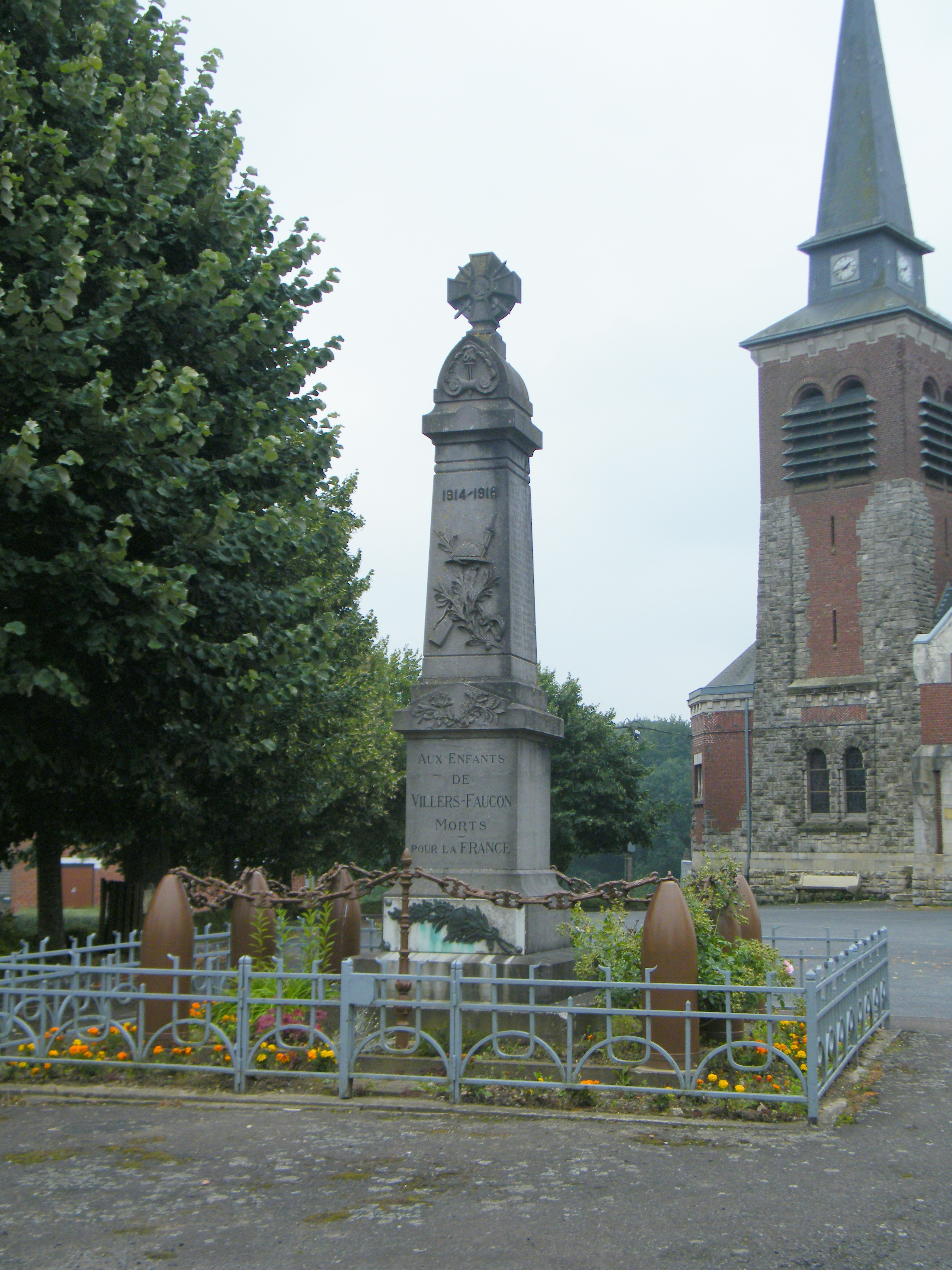

El 2007 hi havia una vintena d'empreses de les quals destaca la sucreria, la resta són principalment empreses de serveis de proximitat. Hi havia una carrera avui tancada. Té una escola elemental.
L'any 2000 hi havia dotze explotacions agrícoles que conreaven un total de 1.008 hectàrees.